# Barbu d'Annam
Psilopogon annamensis
Espèce
Synonymes
- Cyanops oorti annamensis
Robinson & Kloss, 1919 (protonyme)
- Megalaima annamensis

Statut de conservation UICN

 LC  : Préoccupation mineure
Le Barbu d'Annam (Psilopogon annamensis, anciennement Megalaima annamensis), aussi connu en tant que Barbu du Vietnam, est une espèce d'oiseaux de la famille des Megalaimidae.

## Répartition
Cette espèce vit dans l'Est du Cambodge, le Sud du Laos et dans le centre Sud du Vietnam.

## Étymologie
Son nom d'espèce, composé de annam et du suffixe latin -ensis, « qui vit dans, qui habite », lui a été donné en référence au lieu de sa découverte, l'Annam, un protectorat français, de 1883 à 1945, dans le centre de l'Indochine.